# JAM Project
JAM Project (JAM étant les initiales de Japan Animation song Makers) est un groupe de musique japonaise d'animé (anison). Le groupe a été fondé le 19 juillet 2000 par Hironobu Kageyama (le chanteur attitré de DragonBall Z et Saint Seiya) et Ichirō Mizuki, le fameux chanteur de génériques des années 1970 (Mazinger Z). Ce supergroupe comprend des chanteurs déjà célèbres dans le genre anison ; à l'origine le groupe était constitué de Hironobu Kageyama, Masaaki Endoh, Eizo Sakamoto et Rica Matsumoto. En 2002 le fondateur Ichirō Mizuki se retire en partie (il devient « membre à temps partiel »). D'autres chanteurs ont depuis rejoint le groupe, notamment Masami Okui en 2003.
Le groupe a été formé dans l'optique de redorer le blason des anison qui avaient tendance à se faire supplanter par la J-pop et de produire des chansons destinées à refléter le mieux les œuvres auxquelles elles sont rattachées.

## Membres

### Courants
- Hironobu Kageyama
- Masaaki Endoh

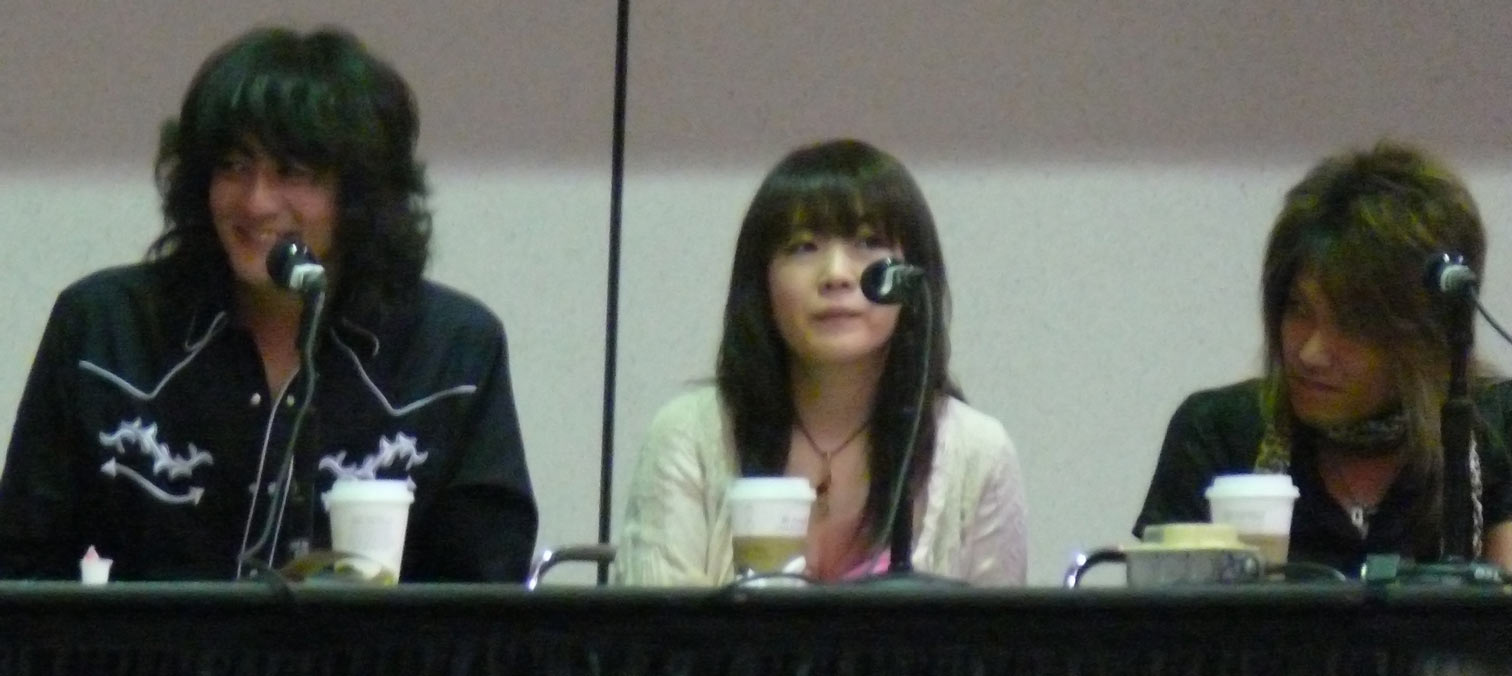
De gauche à droite, Yoshiki Fukuyama, Masami Okui et Hiroshi Kitadani, en 2008.

- Hiroshi Kitadani (depuis juin 2002)
- Masami Okui (depuis mars 2003)
- Yoshiki Fukuyama (depuis mars 2003)

### Associés
- Ricardo Cruz

### Anciens membres
- Ichirō Mizuki (fondateur, « membre à temps partiel » depuis février 2002)
- Eizo Sakamoto (a quitté le groupe en mars 2003, avant l'arrivée de Fukuyama et Okui)
- Rica Matsumoto (a décidé le 7 avril 2008 de prendre du recul pour se concentrer sur sa carrière solo)

## Discographie

### Albums
1. BEST Project ~JAM Project Best Collection~
sorti le 06/03/2002
2. JAM FIRST PROCESS
sorti le 21/03/2002
3. FREEDOM ~JAM Project Best Collection II~
sorti le 03/09/2003
4. JAM-ISM ~JAM Project Best Collection III~
sorti le 23/09/2004
5. Emblem (mini-album)
sorti le 08/03/2006 : Génériques de début, de fin et chansons de l'animé Yomigaeru Sora - Rescue Wings
6. Olympia ~JAM Project Best Collection IV~
sorti le 05/04/2006
7. Big Bang ~JAM Project Best Collection V~
sorti le 04/07/2007
8. Get Over the Border ~JAM Project Best Collection VI~
sorti le 06/08/2008
9. Seventh Explosion ~JAM Project Best Collection VII~
sorti le 25/11/2009
10. MAXIMIZER ~Decade of Evolution~
sorti le 09/06/2010
11. JAM Project Symphonic Album Victoria Cross
sorti le 06/04/2011
12. GOING ~JAM Project Best Collection VIII~
sorti le 11/05/2011
sorti en 2012THE MONSTERS 〜JAM Project BEST COLLECTION IX〜
MAX THE POWER sorti en 2012
THUMB RISE AGAIN sorti en 2013
X less force 〜JAM Project BEST COLLECTION XI〜 sortie en 2015
STRONG BEST MOTTO! MOTTO!! -2015-
Area Z sorti en 2016
THUNDERBIRD ~JAM Project Best Collection XII~ sorti en 2016
Tokyo Dive sorti en 2017
The Age of Dragon Knights sorti en 2020
JAM Project 20th Anniversary Complete BOX sorti en 2020